# 西安钟楼
西安钟楼建成于公元1384年，距今已有600余年。它位于中国陕西省西安市的市中心，城内东西南北四条大街的交汇处。是中国古代遗留下来众多钟楼中形制最大、保存最完整的一座。

## 历史

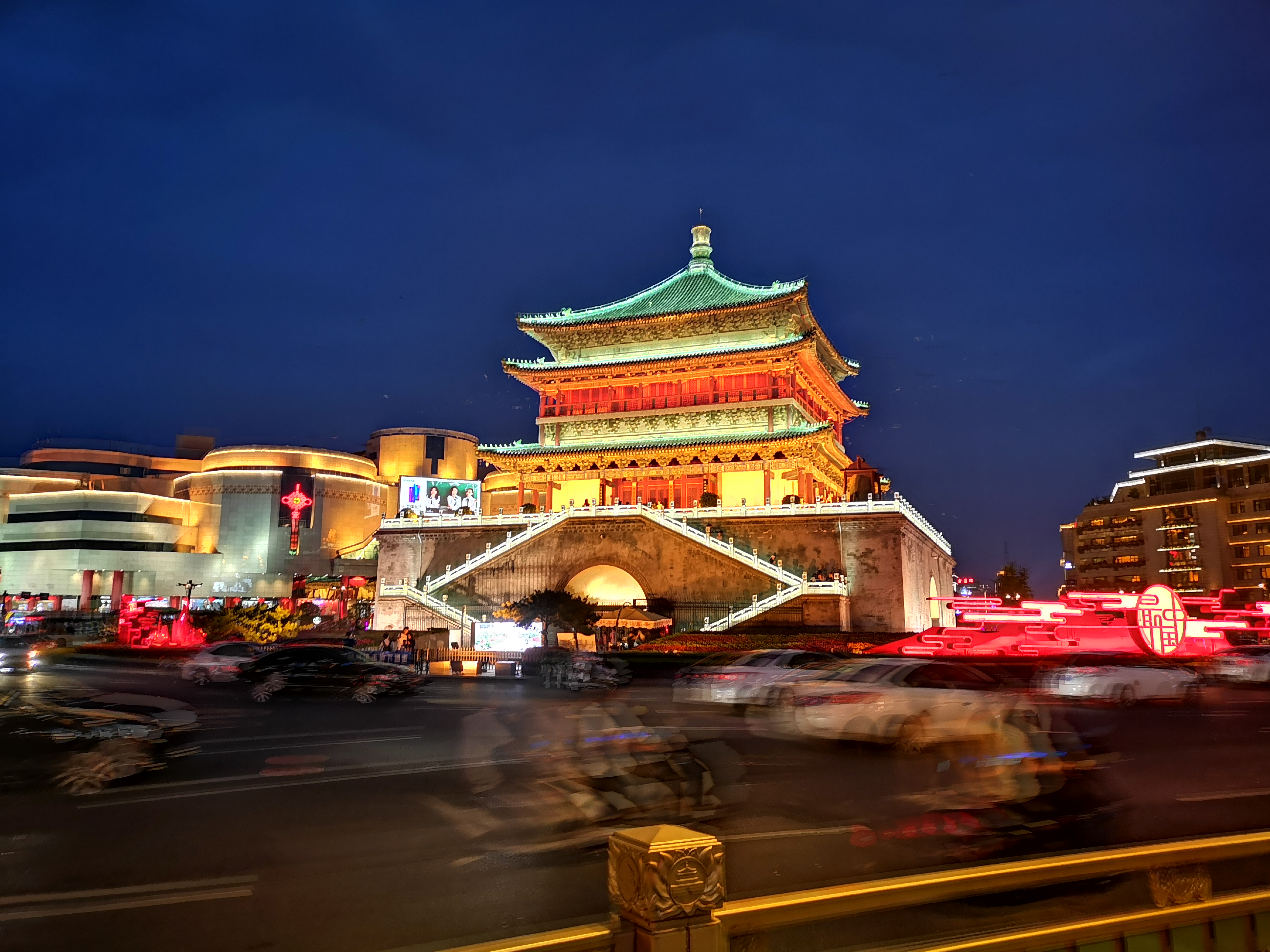
西安钟楼夜景

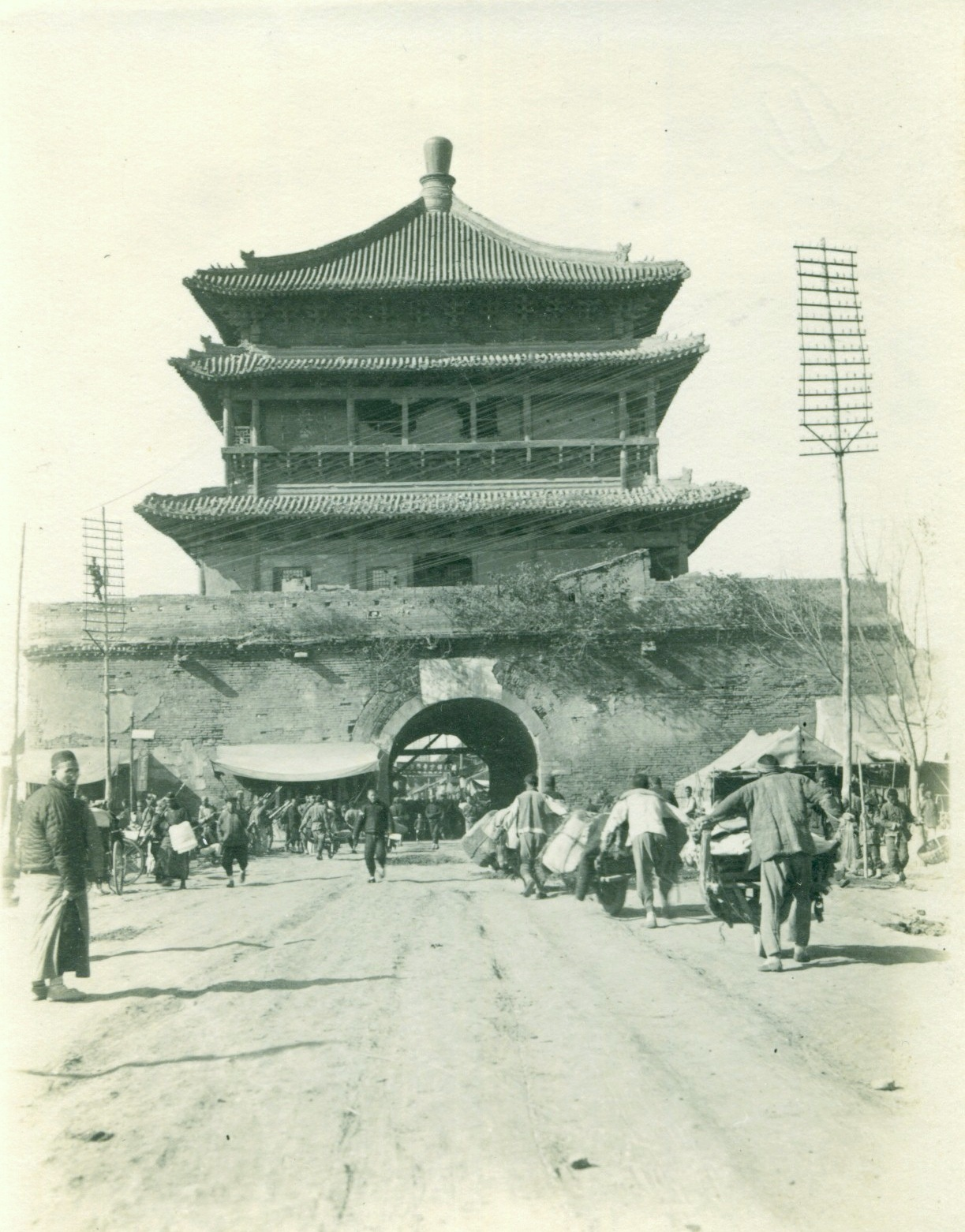
1910年的西安钟楼

西安钟楼建成于明朝洪武十七年（1384年）。它最初位于西大街以北广济街口的迎祥观，与西安鼓楼对峙，距目前所在位置约1000米。当时此地与南北城门正对，是城中心之所在。
随着明朝初期长安城的扩建，城市中心逐渐东移。过了两个世纪后，城门改建，新的东、南、西、北四条大街形成，位于迎祥观的钟楼便日益显得偏离城市中心。
万历十年（1582年），在陕西监察御史龚懋贤的主持下，咸宁、长安二县县令奉命将其迁建于现址。移建工程除重新建造基座外，本质结构的楼体全是原件，所以耗资不多，工程迅速。但600多年前完成如此庞大建筑的整体迁移，在世界建筑史上十分罕见。龚懋贤所作《钟楼东迁歌》记载了这次迁移工程的详情：
西安钟楼，故在城西隅。徙而东，自予始。楼唯筑基处，一无该创，故不废县官而工一就。无何，预告去，不及观其成。漫歌手书，付咸、长二令。备撰记者采焉。歌曰：羌此楼兮谁厥诒？来东方兮应昌期。挹终南兮云为低，凭清渭兮衔朝曦。鸣景云兮万籁齐，彰木德兮奠四隅。千百亿祀兮，钟虞不移。
清朝康熙三十八年（1699年）、乾隆五年（1740年）和道光二十年（1840年）又分别对西安钟楼进行了大规模的修缮。其中，乾隆五年，巡抚张楷按原结构重修后发现，罩着景云钟的房子密不透风，使钟声“纳而不出”，外面听起来声音很小。于是就将原于室内悬挂的唐朝“景云钟”移出室外，以使报时之声远扬，并作《重修西安钟楼记》。
1939年10月10日西安钟楼遭日机轰炸，毁坏严重，钟楼被轰炸后，西京市政建设委员会工程处对此进行了修补。
中华人民共和国成立后西安钟楼又大修过5次。1956年8月，被列入陕西省人民政府公布为陕西省第一批重点文物保护单位。1984年正式对外开放。1996年11月被列入全国重点文物保护单位。

## 功能
和中国其它的钟楼类似，西安钟楼在古代主要用于报时，发布消息等。随着时代的进步，其传统功能已逐渐停用，现在作为国家级文物保护单位向社会开放，供旅游观光之用。游客可购票登楼参观。
在历史上它还曾经有作过许多其它的用途。辛亥革命时，义军曾与在这里布防的清军激战。护国战争时，陕西督军陈树潘正是从这里开始了反对袁世凯的暴动。1927年，从美国留学回来的石林，在这里开设了有声电影院，这是西安历史上第一家电影院。抗日战争时期，西安钟楼由于其地势高拔，成为预警日军空袭的报警台。国民党也曾经利用其四面门洞，关押刑讯犯人。中华人民共和国成立后的一段时期内，逢劳动节和国庆节这里都成为游行、检阅和庆祝大会的主席台。

## 建筑特色

### 形制

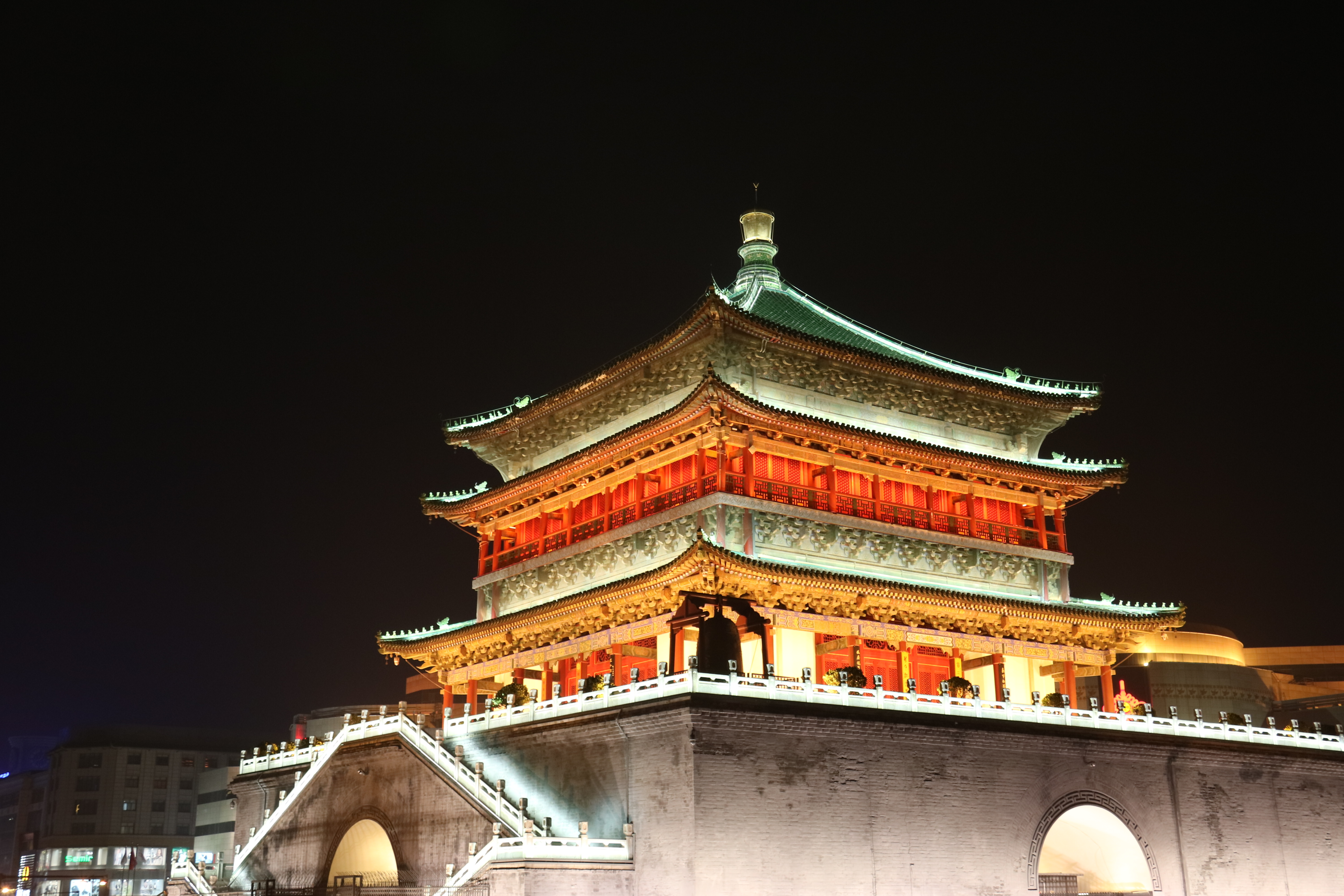
夜色下的西安钟楼

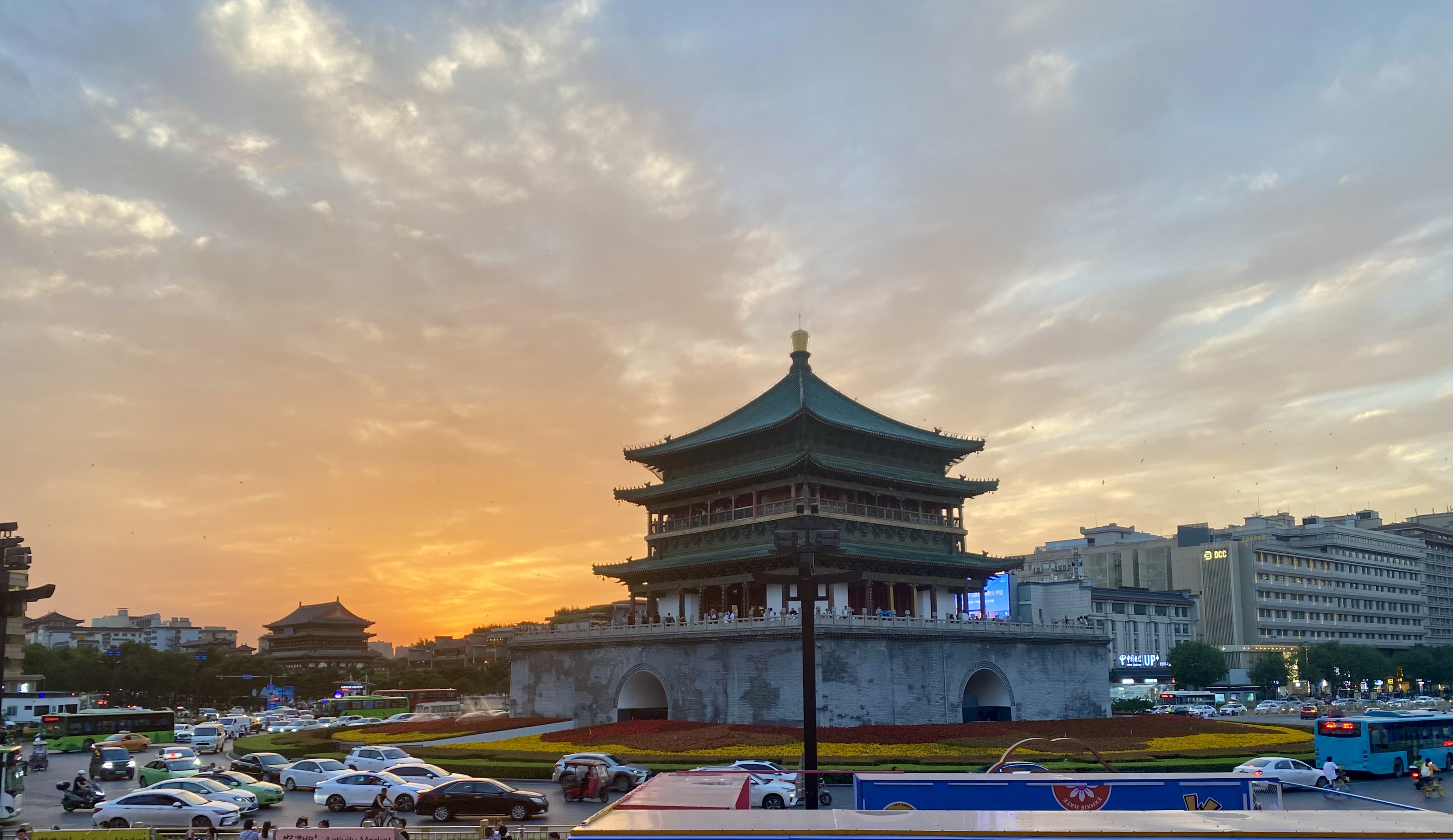
日落时分的钟楼

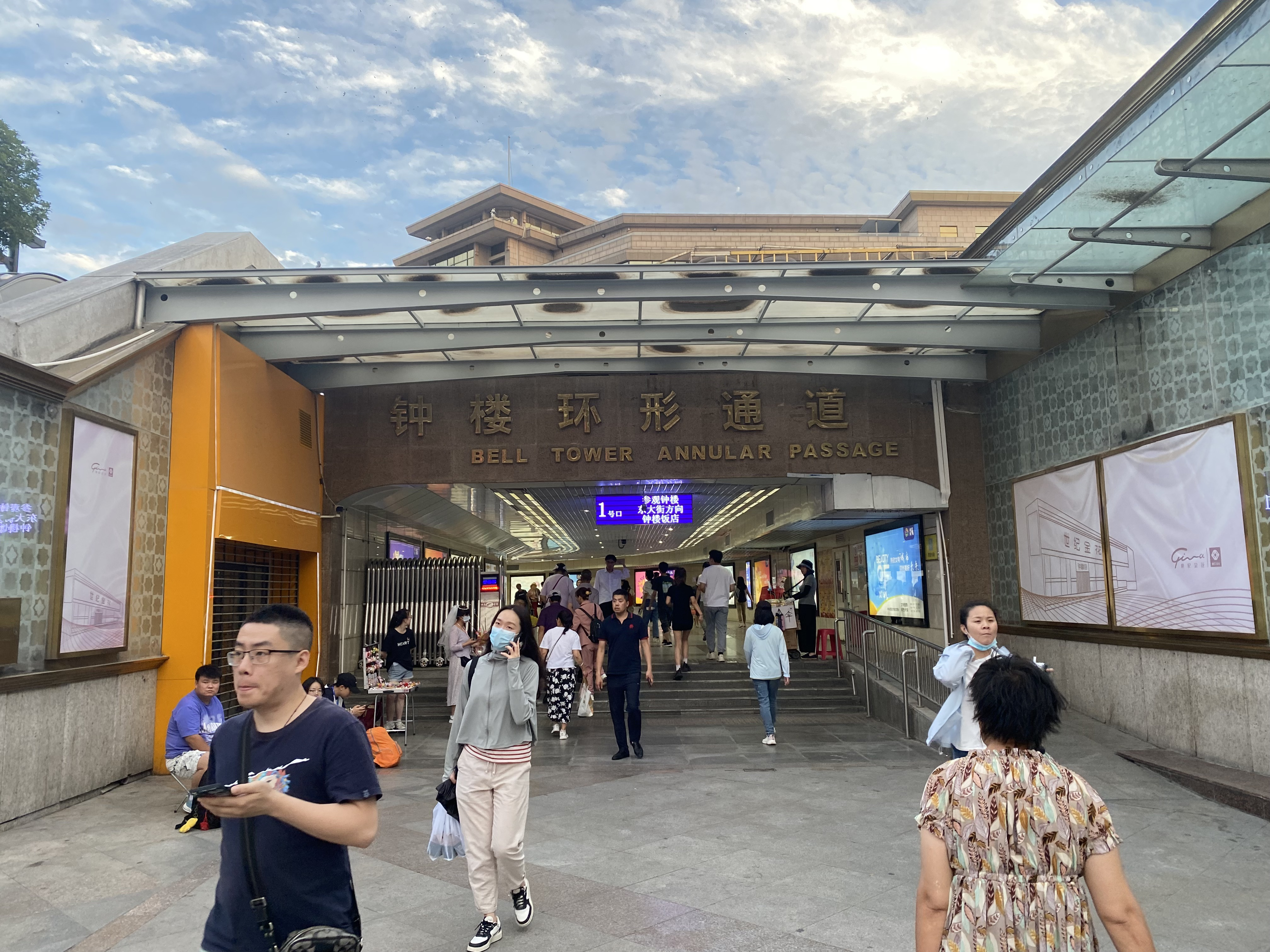
西安钟楼地下通道

西安钟楼下部为砖石结构的正方型基座，表面用青砖砌成，基座之上为两层木结构楼体。自地面至楼顶高36米，其中基座高8.6米。每边长35.5米，建筑面积约1,377.4平方米，内有楼梯可盘旋而上。整体呈典型明代建筑艺术风格，顶部为三重四面攒尖顶结构，由斗栱支撑，顶尖部为真金铂包裹木质内心的“金顶”。在微翘的屋檐上覆盖有深绿色琉璃瓦，楼内贴金彩绘，画栋雕梁。基座四面正中各有高约6米的十字相交的券洞，过去是东南西北四条大街交会的通道，人流车辆从券洞通过。随着城市建设的发展，券洞无法适应交通流量需要，现在券洞早已封闭。钟楼周围建有公路转盘，地下有专供人行的环行通道。

### 门窗浮雕
西安钟楼的门扇槁窗雕楼精美繁复，表现出明清盛行的装饰艺术。每一层的门扇上均有8幅浮雕，每一幅浮雕均蕴含了一个古代典故。
- 第一层北门，自西向东依次为“虬髯客”“木兰从军”“文姬归汉”“吹箫引凤”“红叶题诗”“班昭读书”“博浪沙椎秦”“唱筹量沙”。
- 第一层东门，自北向南依次为“长生殿盟誓”“连环计”“黠鼠夜扰”“挂角读书”“卞庄刺虎”“嫦娥奔月”“东坡题壁”“李白邀月”。
- 第一层南门，自东向西依次为“文王访贤”“伯牙鼓琴”“画龙点睛”“斩蛇起兵”“伯乐相马”“柳毅传书”“舜耕历山”“把桥授书”。
- 第一层西门，自南向北依次为“枕戈待旦”“李陵兵困”“由基射猿”“龙友颂鸡”“黄耳传书”“孙期放豚”“陶侃运砖”。
- 第二层南门，为“八仙过海，各显神通”，自东向西依次为汉钟离、张果老、吕洞宾、曹国舅、铁拐李、蓝采和、韩湘子和何仙姑。
- 第二层北门，为“仙醉酒”，自西向东共八依次仍为汉钟离、张果老、吕洞宾、曹国舅、铁拐李、蓝采和、韩湘子和何仙姑。
- 第二层东门，自北向南依次为“单刀赴会”“击鼓金山”“岳母刺字”“孟母择邻”“子路负米”“画获教子”“温娇绝裙”“闻鸡起舞”。
- 第二层西门，自南向北依次为“写经换鹅”“茂叔爱莲”“灞桥折柳”“踏雪寻梅”“陶潜爱菊”“寻隐不遇”“孤山放鹤”。

## 文物陈设

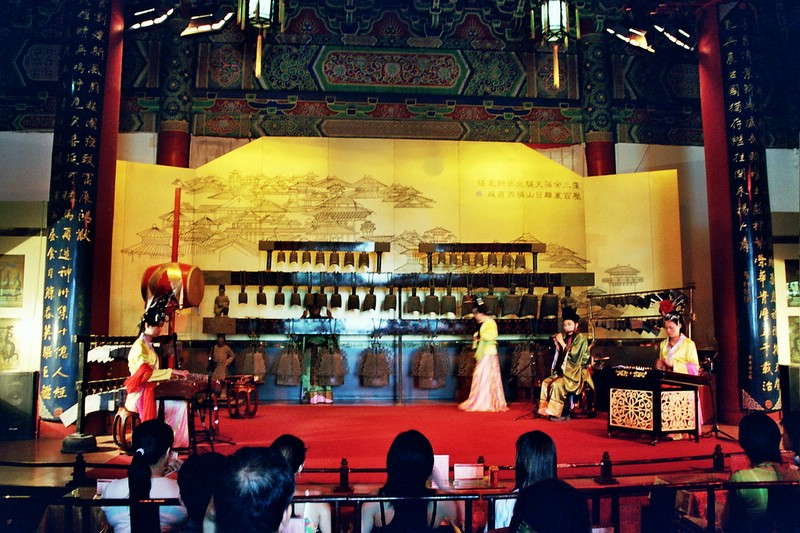
西安钟楼表演

### 巨钟
西安钟楼原先悬挂的巨钟是唐朝景云年间铸造的“景云钟”，原为长安城内的景龙观（现址在今西安西大街）所用，明初移至西安钟楼。1953年景云钟移藏至西安碑林博物馆，现陈列于二门里东亭内。
西安市文物局仿制了景云钟，1997年1月30日将其悬挂于西安钟楼基座的西北角，现对游客开放。仿制的景云钟外观与原钟近似，通高2.45米，重6.5吨，钟裙外径 1.65米，纹饰、铭文酷似原钟，音质嘹亮雄浑，可与原钟媲美。

### 碑刻
西安钟楼一层大厅的西墙上分别镶嵌着三方碑刻，第一方是1953年西安市人民政府翻修钟楼后留下的碑文记载；第二方是清乾隆五年大修后由陕西巡抚张楷书写的《重修西安钟楼记》碑；第三方是由陕西监察御史龚懋贤在钟楼东迁后亲笔提写的《钟楼东迁歌》碑。

### 楹联
西安钟楼二层四面的门柱上各有一幅楹联，均为今作。
- 北面：八百里秦川文武胜地，五千年历史古今名城
- 西面：十代京畿六合一统，九州奥域八水分流
- 南面：古城远韵承至宝，新风开元焕物华
- 东面：贤哲东来海纳百川方浩瀚，丝绸西去路通万国乃繁荣